# ゆらり海遊記
『ゆらり海遊記』（ゆらりかいゆうき）は、1987年7月5日から同年12月27日までテレビ朝日系列局で放送されていた朝日放送製作の紀行番組である。放送時間は毎週日曜 10:30 - 10:55 （日本標準時）。

## 概要
スキューバダイビングへの造詣が深い近藤正臣と三浦洋一が、日本周辺ならびに世界各地の海を案内していた番組。
製作局の朝日放送は、夏の全国高校野球のシーズンに入ると本番組の定時放送ができなくなるため、直前の時間帯に放送されていた『世界名画の旅』ともども、通常編成を行っているANNフルネット局向けにいったん裏送りし、大会終了後に本来とは別の時間帯に振替放送するという手法を採っていた。

## 出演者
- 近藤正臣
- 三浦洋一
- 永田雅一（海洋動物学者・ジャーナリスト）

## ナレーター
- 初代0：中原秀一郎
- 2代目：三ツ矢雄二

## 放送局
テレビ朝日系フルネット局は1996年以降24局が存在するが、番組放送当時はその半分の12局しかなかった。
- 朝日放送（製作局）
- 北海道テレビ
- 東日本放送
- 福島放送
- テレビ朝日
- 新潟テレビ21
- 静岡けんみんテレビ（現・静岡朝日テレビ）
- 名古屋テレビ
- 瀬戸内海放送
- 広島ホームテレビ
- 九州朝日放送
- 鹿児島放送

| テレビ朝日系列 日曜10:30枠                           | テレビ朝日系列 日曜10:30枠                     | テレビ朝日系列 日曜10:30枠                     |
| 前番組                                               | 番組名                                         | 次番組                                         |
| ---------------------------------------------------- | ---------------------------------------------- | ---------------------------------------------- |
| 竹村健一の食卓外交 （1986年10月5日 - 1987年6月28日） | ゆらり海遊記 （1987年7月5日 - 1987年12月27日） | テレビ動物園 （1988年1月10日 - 1988年3月27日） |